# ميليكا سيلياتا
ميليكا سيلياتا Melica ciliata, ميليك ذو الشعر أو السنبلة الحريرية, هي نوع من النباتات المزهرة في عائلة العشب Poaceae, موطنها أوروبا و شمال إفريقيا و المناطق المعتدلة في آسيا.   تم تقديمها إلى جنوب أستراليا .  

## وصف

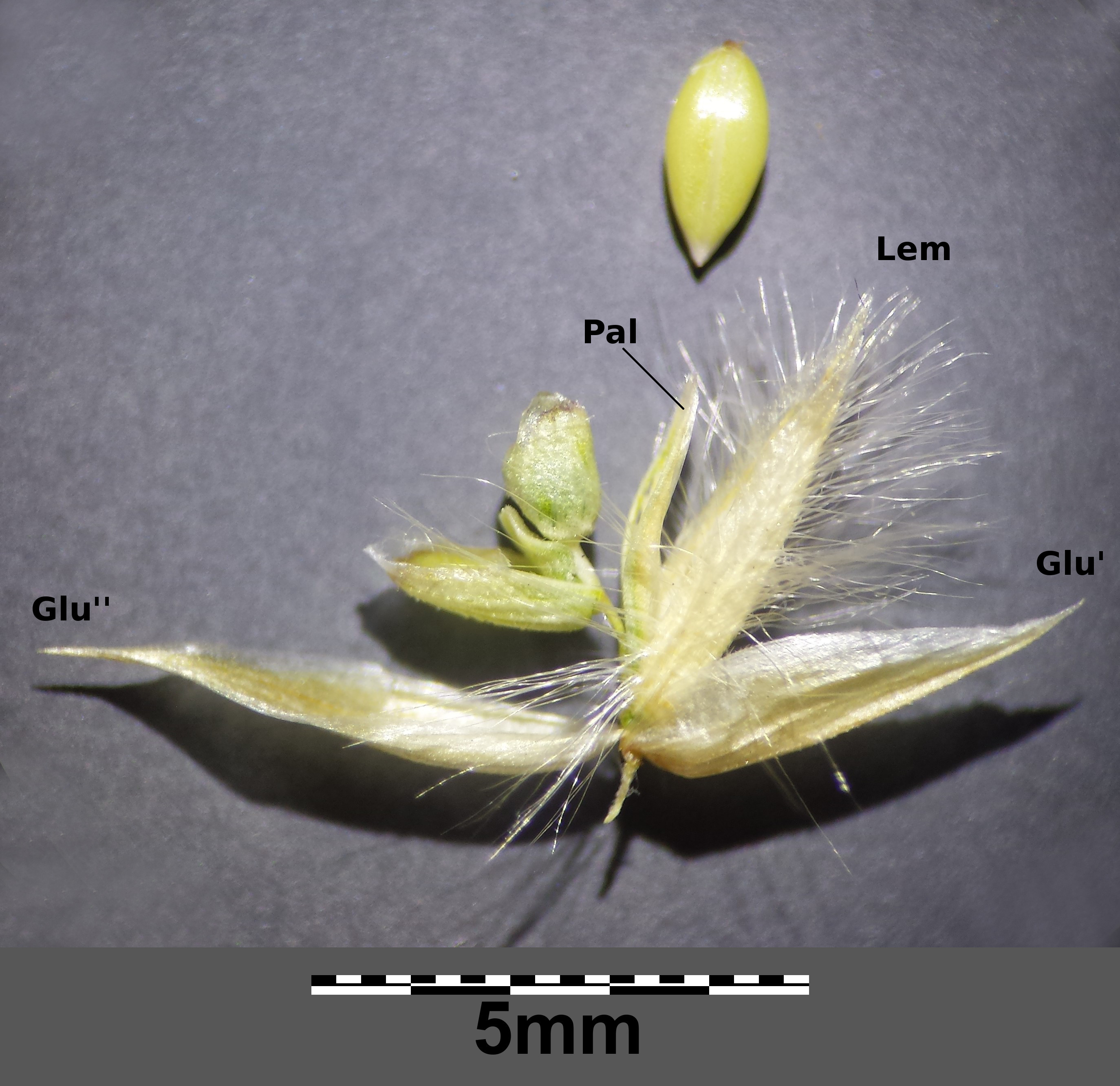

هذا النوع عبارة عن نبات معمر نفضي معنقدة مع جذمور ممدود. لها قصبات منتصبة يتراوح طولها من 50 إلى 50–100 سـم (20–39 بوصة). أغلفة الأوراق أنبوبية و مغلقة ؛ اللسين هو غشاء مهدب. شفرات الأوراق مسطحة وصلبة و طولها 5–15 سـم (2.0–5.9 بوصة) و عرضها 1–3 مـم (0.039–0.118 بوصة). سطحها خشن والحافة مخففة. العنقود ويصل طوله إلى 20 سـم (7.9 بوصة). السنيبلات هي عبارة عن زهيرة واحدة خصبة . الزهور على العنيقة . 
كل من العصفة السفلية و العلوية تفتقر إلى العوارض. و هي غشائية, بيضوية, طولها4–5 مـم (0.16–0.20 بوصة) و لها 5 عروق. يحتوي النخاع على عروق ثنائية و مهدبة بينما تكون اللمة المخصبة هي keelless, lanceolate, مع قمة حادة وهوامش مهدبة. اللمة طولها 4.5–5 مـم (0.18–0.20 بوصة) مع 7-9 عروق. الأزهار سمينه, مستطيلة الشكل, مقطوعة, بها قطعتان ثلاثة أنثرات . الثمرة هي عبارة عن برة . 